# Birgit Möller
Birgit Möller (* 4. Juli 1972 in Osnabrück) ist eine deutsche Kamerafrau, Drehbuchautorin und Regisseurin.

## Leben
Birgit Möller war nach einem Praktikum bei einer Filmproduktionsfirma ab 1994 zunächst als Material- und Kameraassistentin tätig. Parallel begann sie ein zweijähriges Studium an der Staatlichen Fachschule für Optik und Fototechnik (SFOF) in Berlin. Im Anschluss studierte Möller von 1997 bis 2006 Kamera und Regie an der Deutschen Film- und Fernsehakademie Berlin (DFFB). Für ihren Nike-Werbespot Heiser 1-3 gewann sie 2003 gemeinsam mit Ulrike von Ribbeck den „First Steps Award“ in der Kategorie Werbefilm. Nach diversen Kurzfilmen und einigen Arbeiten als Bildgestalterin bzw. Kamerafrau bei Kino- und Fernsehproduktionen gab Birgit Möller 2006 mit ihrem DFFB-Abschlussfilm Valerie ihr Kinoregiedebüt.
Als Regisseurin und Kamerafrau ist Möller neben Fernsehproduktionen (Big Countdown, Ein Fall für zwei etc.) auch für Werbefilme (Miele, VW etc.) und Musikvideos (z. B. von Christian Steiffen) tätig.
Beim Filmfestival Max Ophüls Preis 2023 hatte ihre märchenhafte Tragikomödie Franky Five Star Premiere, in der die junge Franky mit ihren Alter Egos kämpft, die sich zunehmend in ihr reales Leben einmischen. Der Film wurde mit dem Preis der Ökumenischen Jury ausgezeichnet, der Kinostart folgte am 9. November 2023.

## Filmografie (Auswahl)
Regie
- 1989: No Wonder
- 1998: Nothing to lose
- 2000: Tamigotcha
- 2001: Lotus Style
- 2002: Der Besuch
- 2002: Frau unter Einfluss
- 2002: 2Raumwohnung – Ich weiß warum
- 2003: Egglove (auch Drehbuch und Schnitt)
- 2006: Valerie (auch Drehbuch)
- 2023: Franky Five Star (auch Co-Autorin und Casting)

Kamera
- 2000: 1/2 8
- 2002: Der Freund der Friseuse
- 2003: Für immer für dich
- 2005: Die Boxerin
- 2008: Miss Senior Sweetheart
- 2008: Tangerine
- 2009: Brief an die Eltern
- 2011: Ameisen gehen andere Wege
- 2011: Das schlafende Mädchen
- 2014: Von Mädchen und Pferden
- 2018: Hotel Auschwitz (auch Co-Regie)

Licht
- 1998: Zauberlehrling

## Auszeichnungen
- 2003: First Steps Award, Kategorie Werbefilm (Heiser 1–3)
- 2006: NEFF (New European Film Festival): Beste Regie (Valerie)
- 2023: Filmfestival Max Ophüls Preis: Preis der Ökumenischen Jury (Franky Five Star)